# Vicente Iborra Richart
Vicente Iborra Richart (Xàtiva, 16 febbraio 1932 – 3 dicembre 2020) è stato un calciatore e allenatore di calcio spagnolo, di ruolo attaccante.

## Carriera

### Club
Esordisce nel 1951 con l'Olímpico, oggi Olímpic Xàtiva, squadra della sua città natale. Nel 1954 passa al Valencia, che prima lo farà giocare con le riserve nel Mestalla per poi farlo esordire in prima squadra due anni dopo. Dal 1958 al 1960 gioca nello Sporting Gijón, e poi passerà all'Elche, nel quale giocherà per 11 anni, arrivando a raggiungere la finale di Coppa del Re nel 1969. Nell'estate del 1971 ritorna all'Olímpico; si ritirerà dal calcio giocato nel 1973.

### Nazionale
Iborra ha giocato nella partita persa per 2-0 dalla Spagna contro la Grecia, il 13 marzo del 1957. A 26 anni ha giocato anche per la seconda rappresentativa calcistica della nazione, la Spagna B.

### Allenatore
Una volta terminata la carriera da giocatore, comincia ad allenare la squadra valenzano dell'Ontinyent. Nelle stagioni successive guida l'SD Ibiza, ex società calcistica dell'isola, il Valencia Mestalla, l'Olímpico di Xàtiva, poi di nuovo l'Ontinyent e infine di nuovo l'Olímpico.